# Nawiązka
Ten artykuł należy dopracować:

przedstawiono sytuację tylko z polskiej perspektywy – artykuł powinien być przekrojowy.
Pomóż go poprawić. Na stronie dyskusji mogą znajdywać się pomocne komentarze.
Nawiązka – środek kompensacyjny będący reakcją na popełnienie czynu zabronionego.

## Prawo polskie

### Historia prawa
W dawnym prawie polskim mianem nawiązki określana była kara kompozycyjna za zranienie, ustalana w wysokości zależnej od pozycji społecznej sprawcy i zranionego (por. główszczyzna).

### Współczesność
Według prawa polskiego sąd może zasądzić nawiązkę w wysokości do 100 000 złotych (art. 48 k.k.) w wypadku:
- skazania za umyślne przestępstwo przeciwko życiu lub zdrowiu albo za inne przestępstwo umyślne, którego skutkiem jest śmierć człowieka, ciężki uszczerbek na zdrowiu, naruszenie czynności narządu ciała lub rozstrój zdrowia – na rzecz Funduszu Pomocy Pokrzywdzonym oraz Pomocy Postpenitencjarnej.
- skazania za przestępstwo przeciwko środowisku – na rzecz Narodowego Funduszu Ochrony Środowiska i Gospodarki Wodnej.
- skazania sprawcy za przestępstwo określone w art. 173, 174, 177 albo 355, jeżeli sprawca był w stanie nietrzeźwości lub pod wpływem środka odurzającego lub zbiegł z miejsca zdarzenia - na rzecz Funduszu Pomocy Pokrzywdzonym oraz Pomocy Postpenitencjarnej.
- skazania za przestępstwo pomówienia – na rzecz pokrzywdzonego, Polskiego Czerwonego Krzyża albo na inny cel społeczny wskazany przez pokrzywdzonego.
- gdyby orzeczenie przepadku przedmiotów stanowiących mienie ruchome, które służyły lub były przeznaczone do popełnienia przestępstwa byłoby niewspółmierne do wagi popełnionego czynu – na rzecz Skarbu Państwa zamiast przepadku.

Jeżeli przestępstwa dopuściło się kilka osób, nawiązkę orzeka się od każdej z nich w pełnej wysokości. Niemniej istnieją pewne pozanormatywne czynniki mogące wpływać na wysokość orzekanej nawiązki. Jednym z takich czynników jest np. sposób prezentacji osądzanej sytuacji.
Nawiązka podlega wykonaniu przez komornika w trybie egzekucji sądowej, chyba że orzeczono ją na rzecz Skarbu Państwa. Wówczas wykonuje ją urząd skarbowy na podstawie przepisów o egzekucji administracyjnej. Organem właściwym do rozpoznania wniosku o rozłożenie nawiązki na raty jest sąd I instancji, a nie organ egzekucyjny.
Nie można jednak pominąć faktu, że świadczenie pieniężne zasądzone tytułem nawiązki jest formą pomocy dla poszkodowanego, stąd też coraz częściej prezentowane jest stanowisko wedle którego nawiązka traktowana jest jako środek karny o charakterze kompensacyjnym lub co najmniej mieszanym.